# Hotell
Pour plus de détails, voir Fiche technique et Distribution.
Hotell est un film  dano-suédois écrit et réalisé par Lisa Langseth sortie en Suède le 4 octobre 2013, et qui devait sortir en France en 2014. 
À l'occasion de ce film, présenté en compétition officielle lors du Festival international du film de Toronto en septembre 2013, la réalisatrice retrouve pour la seconde fois l'actrice Alicia Vikander, après Pure sorti en 2011. Le tournage a eu lieu en Suède à l'automne 2012.  

## Synopsis
Erika est une jeune maman, dont le pénible accouchement a tourné au drame : son bébé restera handicapé. Un bébé qu'elle refuse d'approcher. Pour sortir de sa dépression, elle entreprend une thérapie de groupe, puis qu’entre "malades", sans aide médicale extérieure, ils se réunissent dans des chambres d’hôtel pour échapper à leur quotidien. 

## Fiche technique
- Titre : Hotell
- Titre original : Hotell
- Réalisation : Lisa Langseth
- Scénario : Lisa Langseth
- Musique : Andreas Söderström et Johan Berthling
- Photographie : Simon Pramsten
- Montage : Elin Pröjts
- Son : Andreas Franck
- Décors : Catharina Nyqvist Erhnrooth
- Production : Patrik Andersson et Frida Jonason
- Production exécutive : Mattias Nohrborg et Fredrik Heinig
- Sociétés de production : B-Reel et Nimbus Film
- Société de distribution : MK2 Diffusion (France)
- Budget : 200 000 euros
- Pays d'origine :  Danemark /  Suède
- Langue originale : suédois
- Format : couleurs
- Genre : comédie dramatique - film psychologique
- Durée : 99 minutes
- Dates de sortie : 
  - Suède : 4 octobre 2013
  - France : 2014[réf. nécessaire]

## Distribution
- Alicia Vikander : Erika
- David Dencik : Rikard
- Simon J. Berger : Oskar
- Henrik Norlén : Peter
- Philip Martin : Joel
- Anna Bjelkerud : Pernilla
- Mira Eklund : Ann-Sofie

## Distinctions

### Sélections
- Festival international du film de Marrakech 2013[2]
- Festival international du film de Toronto 2013 : sélection « Contemporary World Cinema »
- Festival international du film de Vancouver 2013
- Festival international du film de Palm Springs 2014 : sélection « World Cinema Now »

## Accueil

### Accueil critique
Le film fut bien reçu lors de sa projection au festival de Toronto, les critiques ont notamment salué la performance d’actrice d'Alicia Vikander,, et expliquent que grâce à ce film elle confirme "qu'elle est l'une des comédiennes européennes majeures de sa génération". Le film obtient la note de 4/5 sur le site suédois Moviezine.se.